# Salamiyya
Salamiyya (arabisch سلمية, DMG Salamīya, auch Salamieh, Salamiah oder Salamya) ist eine Stadt im Gouvernement Hama in Syrien. Sie ist das Zentrum der syrischen Ismailiten.

## Lage
Salamiyya liegt 30 Kilometer südöstlich der Provinzhauptstadt Hama und 43 Kilometer nordöstlich von Homs nahe der in dieser Richtung weiter durch die syrische Wüste führenden Straße nach Resafa. An der zentralen Straßenkreuzung in der Innenstadt mündet nur der aus Hama kommende Verkehr ein, während für den Durchgangsverkehr auf der Wüstenroute eine Umgehungsstraße vier Kilometer außerhalb im Osten besteht.
Die Stadt befindet sich außerhalb der alten zentralsyrischen Ackerebenen. Auf dem Jungsiedelland von Salamiyya wird in den weiten Ebenen und auf großen Parzellen zwischen flachen Inselbergen der regenbewässerte Anbau von Winterweizen im Wechsel mit Gerste betrieben. Bis zur Mitte des 20. Jahrhunderts wurde mit Dieselpumpen aus dem Grundwasser der Anbau von Baumwolle vorangetrieben. 1965 lagen um Salamiyya 23 Prozent der Gesamtanbauflächen von Baumwolle, der Ertrag erreichte 90.000 Tonnen, was 20 Prozent der Landesproduktion entsprach. Durch unkontrollierte Bewässerung sank in den folgenden Jahren der Grundwasserspiegel, sodass der größte Teil der Anbauflächen wieder für den ursprünglichen Anbau von Getreide umgewandelt wurden.
Ein paar Hügel wurden mit Nadelhölzern aufgeforstet. Durch einen dieser Hügel von der Straße nach Hama getrennt, ist auf einem alten Vulkankegel fünf Kilometer nordwestlich des Zentrums die Ruine der ayyubidischen Burg Schmemis (Qalʿat aš-Šamīmīs) aus dem 13. Jahrhundert zu sehen. Sie ist ab Ortsende auf einer von der Straße nach Hama nördlich abzweigenden asphaltierten Nebenstraße erreichbar. Salamiyya liegt auf einer Höhe von 450 Meter, während der Burghügel etwa 150 Meter aus der Ebene ragt.

## Geschichte
Salamiyya könnte dem antiken Salamias oder Salaminias entsprechen, eine in byzantinischer Zeit florierende Stadt; die Quellen aus jener Zeit lassen jedoch keine genauen Rückschlüsse zu. Im Jahr 15 der Hidschra (636 n. Chr.) wurde die Region von den muslimischen Arabern erobert. Im 8. Jahrhundert, nach dem Sieg der Abbasiden, residierten Salih ibn Ali ibn Abdallah al-Abbas und einige seiner Nachkommen in der Stadt. Salihs Sohn Abdallah, Cousin der beiden ersten Abbasidenkalifen, soll das Bewässerungssystem der Stadt entwickelt haben. Salamiyya entwickelte sich zu einem bedeutenden Handelszentrum.
In der frühen Geschichte der Ismailiten war Salamiyya von großer Bedeutung: Bis ins Jahr 902 war die Stadt der Hauptsitz der Ismailitenbewegung; von hier aus wurden Missionare mit ihrer religiös-politischen Botschaft (ad-da'wa, „die Mission“) bis nach Zentralasien und Nordafrika ausgesandt. Der Fatimidenkalif al-Qa'im bi-amri 'llah wurde 893 in Salamiyya geboren. Um 900 wurden die Ismailiten von Salamiyya  von den Qaramiten, einer abgespaltenen Glaubensrichtung angegriffen und die Stadt zerstört. Nach der Eroberung Syriens durch die Mongolen 1260 flüchteten die Ismailiten in Rückzugsgebiete auf dem Dschebel Ansariye. Zurück blieb eine kleine Siedlung, die in der Zeit des Osmanischen Reiches gänzlich verlassen war.
Ab 1849 durften sich wieder ismailitische Siedler niederlassen. Die ersten Siedler waren Familien, die zu den Hajjawis gehörten, einer der beiden etwa im 16. Jahrhundert abgespaltenen Hauptrichtungen der Ismailiten. Sie bezogen anfangs die Burgruine Schmemis. Ihre Felder und Schafherden mussten sie vor häufigen Überfällen durch Beduinenstämme schützen. Das Land stand den Siedlern zur freien Verfügung. 1861 war die Burg noch bewohnt, und Salamiyya war trotz andauernder Überfälle zu einem größeren Dorf geworden; die Felder lagen im Umkreis von etwa zehn Kilometer. Salamiyya war der einzige, permanent bewohnte Ort östlich von Hama, bis 1869 Kafat (etwa zehn Kilometer in Richtung Hama) gegründet wurde. Andere, weiter in der Wüste gelegene Neusiedlungen wurden in dieser Zeit wieder aufgegeben. Nach den Berichten von Reisenden verfügte Salamiyya 1871 zu seiner Verteidigung über 300 Musketen und 100 Reiter. Um 1879 gründeten Tscherkessen drei Dörfer wenige Kilometer nördlich und pflegten gute Beziehungen zu den Ismailiten. Die meisten Siedlungsgründungen in der Umgebung erfolgten in den 1880er Jahren. 1883 wurde Salamiyya als Hauptort eines qadâ’ in das osmanische Verwaltungssystem einbezogen.
Die Ismailiten vollzogen eine mit der Geschichte ihrer Religion begründete Rückkehr in ihre angestammte Heimat. Daraus erklärt sich die Motivation für die Gewinnung von Ackerland am Rand der Wüstensteppe und die dynamische Entwicklung der Siedlung. Die letzte große Siedlerwelle erreichte Salamiyya 1919. Im 20. Jahrhundert wuchs der Ort rasch, von 6.000 Einwohnern 1945 auf 30.000 Einwohner im Jahr 1965. Im Gebiet von Salamiyya lebten um 1970 etwa 90.000 Ismailiten.

## Bevölkerung und Stadtbild

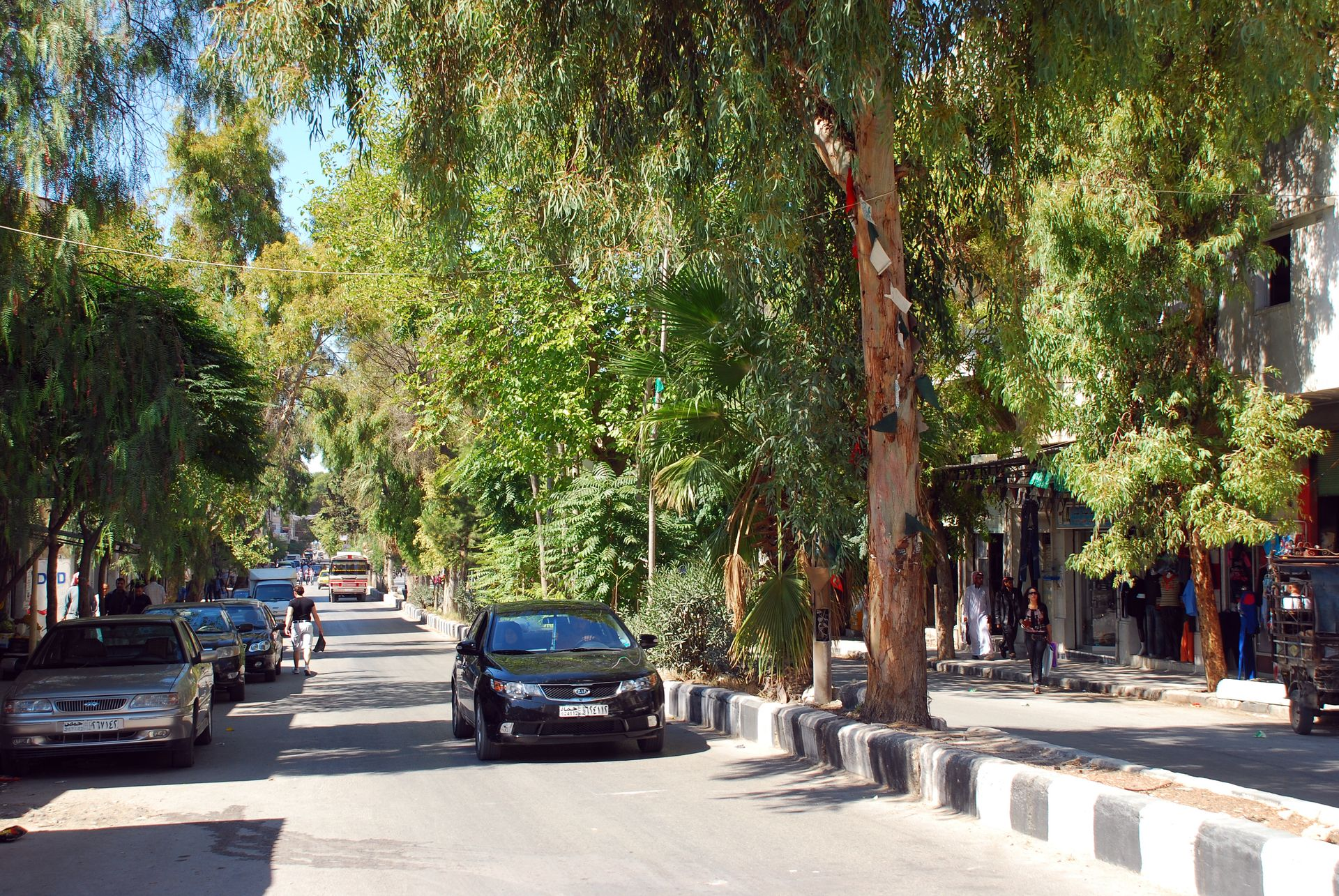
Geschäftsviertel im Zentrum, Ausfallstraße Richtung Hama. Die Farben der Stoffwimpel am Baum: grün, weiß und rot sind für heilige Plätze typisch

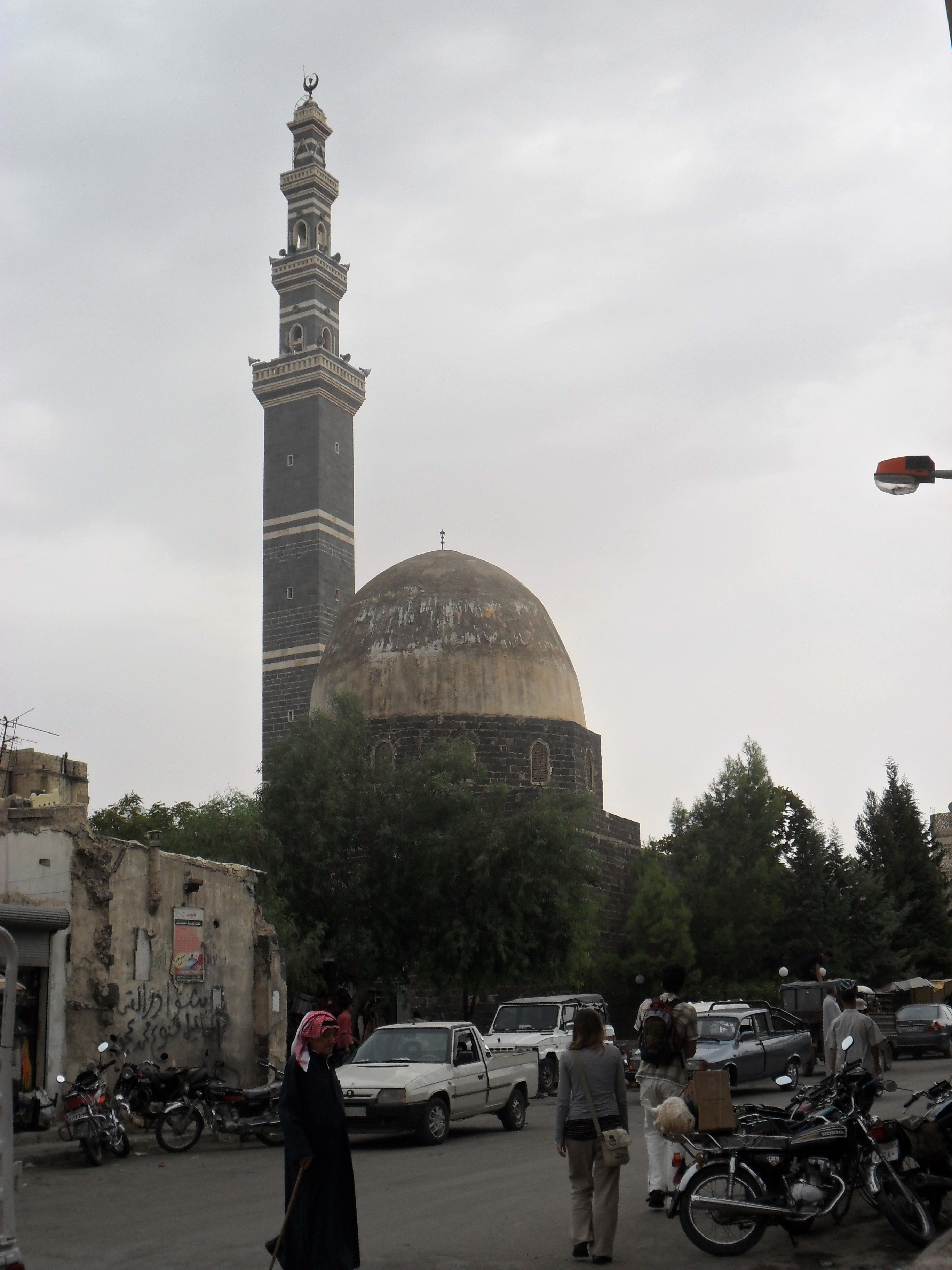
Unter Chalaf ibn Mulaib Ende des 11. Jahrhunderts erbaute Moschee für den Gründer der Ismailiten ʿAbdallāh al-Akbar.

1960 hatte Salamiyya laut Zensus 15.284 Einwohner, 1981 wurden 35.909 Einwohner gezählt. Eine Schätzung 2003 nennt 87.732 Einwohner.  Für 2010 wurde eine Bevölkerungszahl von 113.411 Einwohnern errechnet.
Der überwiegende Teil der Bevölkerung Salamiyyas bekennt sich zum Nizari-Schiitentum. Salamiyya ist somit das wichtigste Ismailitenzentrum Syriens und des Nahen Ostens. Um Salamiyya wird mit modernen Maschinen Landwirtschaft betrieben. Ismailiten gelten allgemein als recht wohlhabend und sind um eine gute Ausbildung für ihre Kinder bemüht. Ein großer Bereich an den Stadträndern besteht aus mechanischen Werkstätten. Ebenso geschäftig ist die in einem Schachbrettmuster angelegte Innenstadt. Als Neugründung hat die Stadt keinen traditionellen Souq, dafür aber ein lebendiges und gepflegtes Geschäftsviertel, und elegant als Alleen angelegte Hauptstraßen.
Fünf Kilometer außerhalb, nahe der Straße Richtung Resafa, befindet sich auf einem kleinen Hügel eine von Ismailiten und Sunniten verehrte Pilgerstätte. Der heilige Ort (Maqām aš-Šayḫ Faraǧ Ḥayya) besitzt für die Gläubigen Segenskraft (Baraka) und wird daher zur Heilung von Krankheiten oder zur Wunscherfüllung aufgesucht. Zu den Ritualen gehören auch Tieropfer. Der Grund für die Heiligkeit der Stätte wird von den beiden Religionsgruppen unterschiedlich verstanden. Für Ismailiten wirkt eine heilige Schlange, die nachts den Patienten umkreist. Sunniten verehren hier das Grabmal von Scheikh Muḥammad Faraǧ, der in einer Kette (Silsila) von etwa 12 Generationen auf ʿAlī ibn Abī Tālib zurückgeführt wird, und seine Tochter Bint Ḥayya.
Prinz Aly Khan (1911–1960), der Vater Karim Aga Khans IV., ist in Salamiyya in einem Mausoleum begraben. Muhammad al-Maghut (1934–2006), ein syrischer Poet, kam in Salamiyya zur Welt.